# The Childhood of a Leader (colonna sonora)
| Recensione | Giudizio |
| ---------- | -------- |
| AllMusic   | [ 1 ]    |

The Childhood of a Leader è la colonna sonora ufficiale del film The Childhood of a Leader - L'infanzia di un capo co-scritto e diretto da Brady Corbet. Venne interamente composta dal cantautore statunitense Scott Walker e fu pubblicata dalla 4AD il 19 agosto 2016. All'International Film Festival di Rotterdam venne interamente eseguita dal vivo durante la proiezione del lungometraggio.
Venne ben acclamata dalla critica: Gary Goldstein del LA Times disse che «impressiona ed affascina», Donald Clarke dell'Irish Times la chiamò la "MVP" del film, mentre Peter Bradshaw del The Guardian la descrisse come «Herrmann-esca, la colonna sonora orchestrale di Scott Walker. Il tocco di rabbia psicopatica repressa viene dalla sua musica.»

## Tracce
1. Orchestral Tuning Up – 0:17
2. Opening – 5:32
3. Dream Sequence – 2:20
4. Village Walk – 1:30
5. RUN – 0:49
6. Down the Stairs – 0:32
7. Up the Stairs – 1:07
8. The Letter – 0:38
9. Versailles – 1:24
10. Cutting Flowers – 0:41
11. Boy, Mirror, Car Arriving – 1:37
12. Third Tantrum – 1:57
13. Printing Press – 1:06
14. On the Way to the Meeting – 1:05
15. The Meeting – 3:36
16. Post Meeting – 1:47
17. Finale – 3:04
18. New Dawn (Synth Layout for Cut Scene) – 1:15

Durata totale: 30:17